# Claudette Colbert
Claudette Colbert (Saint-Mandé, 1903. szeptember 13. – Speightstown, Barbados, 1996. július 30.)   francia születésű Oscar-díjas amerikai színésznő.
1999-ben az Amerikai Filmintézet beválasztotta az elmúlt száz év száz legnagyobb hollywoodi filmsztárja közé, az előkelő 12. helyre rangsorolták a nők listáján.

## Fiatalkora
Émilie Claudette Chauchoin Franciaországban látta meg a napvilágot egy bankár apa és cukrász anya leányaként. A család 1906-ban New Yorkba emigrált, ahol Claudette rövidesen el is nyerte az amerikai állampolgárságot. A színjátszással 15 éves korában került kapcsolatban először a Washington Irving High Schoolban a beszédtanárnője hatására.

## Broadway
Első Broadway fellépése 1923-ban történt meg, egy apró mellékszerepet kapott a The Wild Westcotts című darabban. 1925-ben befejezte tanulmányait, hogy színházi karriernek szentelhesse idejét. Sam Wood producer  négyéves szerződést is kötött vele. 1925 és 1929 között számos Broadway-darabban lépett fel. 1927-től kezdte el használni a Claudette Colbert nevet. Szintén ebben az évben szerepelt egyetlen némafilmjében is, a Frank Capra rendezte For the Love of Mikeban. A produkció egyébként anyagilag csúnyán megbukott, és mára a film is elveszett.

## Korai filmes karrier
A For the Love of Mike bukása után Colbert két évig nem szerepelt egyetlen filmben sem, de 1928-ban a Paramount Pictures szerződést kötött vele. A második, és egyben első hangos filmje az 1929-ben bemutatott The Hole in the Wall volt, melyben a szintén újoncnak számító Edward G. Robinsonnal szerepelt együtt. A '30-as évek elején néhány francia filmben is játszott (La grande mare, L’énigmatique Monsieur Parkes), mert franciául is folyékonyan beszélt.
1932-ben a Cecil B. DeMille rendezte Néró Rómájában játszódó, A kereszt jelében szerepelt, a partnere Fredric March volt.

## Áttörés

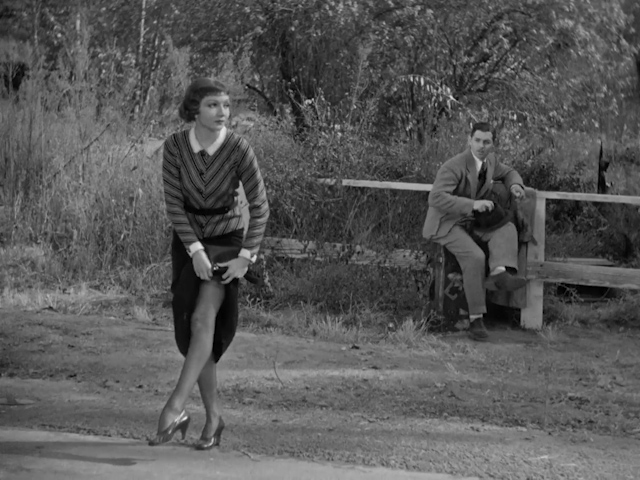
Clark Gable és Claudette Colbert az Ez történt egy éjszaka (1934) c. filmben

1934-ben szintén Frank Caprával hozta össze a sors. Capra az Ez történt egy éjszaka című filmjére keresett női főszereplőt Clark Gable mellé. A szerepet többen is visszautasították, Bette Davis pedig azért nem kapta meg, mert a Warner Brothersszel állt szerződésben és nem akarták egy rivális stúdióhoz, a Columbia Pictureshez engedni. Colbertnek se tetszett igazán a forgatókönyv, túl egyszerűnek találta. de végül igent mondott.
A film végül hatalmas siker lett, öt Oscar-díjat nyert, köztük Colbert, aki a legjobb női főszereplőként vehette át a díjat. Később így vélekedett a film sikeréről: „Nagyon meglepődtem a film sikerén, de a Nagy gazdasági világválság közepén voltunk. Az embereknek szükségük volt tündérmesékre, szükségük volt ragyogásra és varázslatra. Hollywood pedig megadta nekik.”

## 1934 után
Colbert a '30-as évek egyik legjobban fizetett hollywoodi sztárjává vált. 1935-ben pedig begyűjtött egy Oscar jelölést az Akinek nem szabad szeretniért. 1936-ban új szerződést írt alá a Paramount Picturesszel, két év alatt hét filmet is készített a stúdióval. Majd az 1938-ban kötött kontraktussal már a legjobban fizetett filmcsillaggá vált.
Megnövekedett tekintélyével később beleszólhatott, miképp filmezzék. Meg volt győződve róla, hogy arca előnyösebben mutat, ha bal oldalról filmezik. Tanult az operatőri technikákról, a megvilágításról is, és addig nem volt hajlandó kamera elé állni a forgatásokon, míg szerinte nem mutatta a legjobb külsejét. Annyira érzékeny volt az operatőri munkára, hogy például 1937-ben a Tovarich forgatásán Anatole Litvak rendező összekülönbözött a Colbert által favorizált operatőrrel és elküldte őt. Colbert addig nem volt hajlandó folytatni a munkát, míg Litvak vissza nem vette az operatőrt.
1939-ben forgatta első színes filmjét Henry Fondával a Dobok a Mohawk menténben John Ford rendezésében. A film Technicolor eljárásban készült. Colbertnek viszont nem tetszett, szerinte színesben nem mutatott olyan jól a vásznon, ezért a továbbiakban a fekete-fehér filmekben való szereplést részesítette előnyben.

## Későbbi filmes karrier
1940-ben nem fogadta el a Paramount újabb szerződésajánlatát, mely éves 200 ezer dollárról szólt. Inkább szabadúszóként folytatta a karrierjét, és filmenként 150 ezer dollárért vállalt szerepet. Testvére, és egyben ügynöke segítségével olyan presztízsfilmekben tudott játszani, mint az Olajváros (1940) és A Palm Beach-i történet (1942).
A 40-es évek közepétől elkezdett érett nőket is megformálni a vásznon. David O. Selznick főszerepet ajánlott neki a Mióta távol vagyban, de eleinte Colbert vonakodott elfogadni, mert egy olyan anyát kellett volna alakítania, akinek már tinédzser gyerekei vannak. Végül Selznicknek sikerült meggyőznie. A film kasszasiker lett 5 millió dolláros bevétellel az Egyesült Államokban. Egyes kritikusok szerint Colbert élete alakítását nyújtotta, és az Akadémia is honorálta egy Oscar jelöléssel.
1946-ban a Without Reservationsban játszott, melyet az Ez történt egy éjszaka története ihletett, partnere John Wayne volt. A film 3 millió dollárt hozott. Utolsó kasszasikere A tojás és én című komédia volt, mely 1947 legnagyobb bevétele volt Amerikában, és tizenkettedik a '40-es években.
A későbbiekben két jó szerepről is lemaradt. 1948-ban Spencer Tracy mellé leszerződött Az ország állapotához, de két nappal a forgatás előtt közölte Frank Caprával, hogy délután 5 óra után orvosi indokok miatt nem dolgozhat. Capra ezért visszavonta a megbízását és Katharine Hepburn került be a helyére.
1949-ben Joseph L. Mankiewicz kifejezetten rá írta Margo Channing szerepét a Mindent Évárólban. Mankiewicz úgy gondolta, hogy Colbert remekül el tudná játszani az alkoholproplémákkal küszködő korosodó színésznőt. Colbert szintén lelkesedett a szerepért, de egy másik film forgatásán hátsérülést szenvedett. Habár a 20th Century Fox két hónappal is elhalasztotta a forgatás kezdését, a színésznő mégsem jött rendbe teljesen. Ezért Bette Davist kérték fel a szerepre. Colbert később úgy nyilatkozott, hogy ez a szerep elvesztése volt az egyik legfájóbb az életében, és még tolószékben is eljátszotta volna.

## Utolsó filmes évek
Az '50-es években számos francia filmben tűnt fel mellékszereplőként, de egyre gyakrabban bukkant fel televíziós sorozatokban is. Utolsó mozifilmje az 1961-ben forgatott Parrish lett. Ezután visszatér a színház világához - bár közel sem olyan aktivitással, mint fiatal éveiben - a Broadwayen és Londonban lépett fel. Majd még 1987-ben játszott egy tévéfilmben, a The Two Mrs. Grenvillesben, melyért Golden Globe-díjat is nyert legjobb női mellékszereplő televíziós alakítás kategóriában.

## Magánélete
1928-ban hozzáment a rendező Norman Fosterhez, akivel a Broadwayen ismerkedett meg. Házasságuk során soha nem laktak egy házban Hollywoodban. Ebben nagy szerepe volt Colbert édesanyjának is, aki nem szerette Fostert. 1935-ben el is váltak. Colbert még abban az évben újra férjhez ment, egy sebészdoktor, Joel Pressman felesége lett. A házasság 33 évig, Pressman haláláig tartott. A férfi rákban halt meg.
Colbert ideológiailag konzervatív nézeteket vallott, és lelkes támogatója volt a Republikánus Pártnak.

## Halála
1993-ban agyvérzést kapott, és a barbadosi otthonába vonult vissza. 1996. július 30-án hunyt el 92 évesen. Barbadosban hamvasztották el. Közvetlen hozzátartozója nem maradt.

## Oscar-díj és jelölések
- Oscar-díj
  - díj: legjobb női főszereplő - Ez történt egy éjszaka (1935)
  - jelölés: legjobb női főszereplő - Akinek nem szabad szeretni (1936)
  - jelölés: legjobb női főszereplő - Mióta távol vagy (1944)

## Fontosabb filmjei
- 1932 - A kereszt jele  - (The Sign of the Cross) Poppaea császárné
- 1934 - Ez történt egy éjszaka (It Happened One Night) - Ellie Andrews
- 1934 - Kleopátra (Cleopatra) - Kleopátra
- 1935 - Akinek nem szabad szeretni (Private Worlds) - Dr. Jane Everest
- 1938 - Kékszakáll nyolcadik felesége (Bluebeard's Eight Wife) - Nicole de Loiselle
- 1939 - Zaza - Zaza
- 1939 - Mégis szép a világ (It's a Wonderful World) - Edwina Corday
- 1939 - Dobok a Mohawk mentén (Drums Along the Mohawk) - Lana Martin
- 1939 - Éjfél (Midnight) - Eve Peabody
- 1940 - Olajváros - (Boom Town) - Betsy Bartlett
- 1940 - Ébredj szerelem! (Arise, My Love) - Augusta Nash
- 1942 - A Palm Beach történet (The Palm Beach Story) - Gerry Jeffers
- 1944 - Mióta távol vagy (Since You Went Away) - Anne Hamilton
- 1946 - A holnapért élni kell (Tomorrow Is Forever) - Elizabeth Hamilton
- 1947 - A tojás és én (The Egg and I) - Betty MacDonald
- 1950 - Borneo foglyai (Three Came Home) - Agnes Newton Keith
- 1954 - A Versailles-i kastély (Si Versailles m’était conté) - Madame de Montespan

## Fordítás
- Ez a szócikk részben vagy egészben  a   Claudette_Colbert című angol Wikipédia-szócikk fordításán alapul.  Az eredeti cikk szerkesztőit annak laptörténete sorolja fel. Ez a jelzés csupán a megfogalmazás eredetét és a szerzői jogokat jelzi, nem szolgál a cikkben szereplő információk forrásmegjelöléseként.